# 422 v. Chr.
Portal Geschichte | Portal Biografien | Aktuelle Ereignisse | Jahreskalender | Tagesartikel

◄ |
6. Jahrhundert v. Chr. |
5. Jahrhundert v. Chr. |
4. Jahrhundert v. Chr. |
►

◄ | 440er v. Chr. | 430er v. Chr. | 420er v. Chr. | 410er v. Chr. |
400er v. Chr. |
►

◄◄ | ◄ | 425 v. Chr. | 424 v. Chr. | 423 v. Chr. | 422 v. Chr. |
421 v. Chr. |
420 v. Chr. |
419 v. Chr. |
► |
►►

## Ereignisse

### Politik und Weltgeschehen

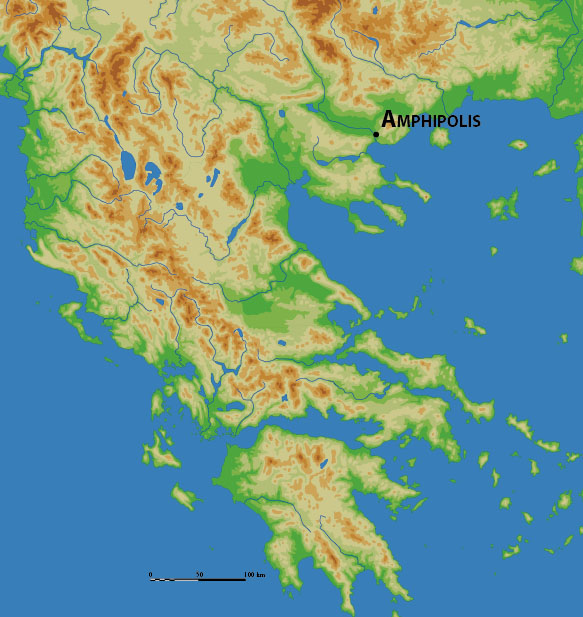
Die Lage von Amphipolis

- Peloponnesischer Krieg: In der Schlacht von Amphipolis gelingt Sparta ein entscheidender Sieg über Athen.

### Kultur
- Die Komödie Die Wespen des griechischen Dichters Aristophanes hat ihre Uraufführung. Sie werden auf den Lenaia mit dem zweiten Preis ausgezeichnet, womit sie hinter Aristophanes zweiter Aufführung Proagon und vor Leukons Die Gesandten landet.

## Gestorben
- Brasidas, spartanischer Feldherr
- Kleon, athenischer Politiker und Feldherr